# Bremnesflaket
Das Bremnesflaket (norwegisch) ist ein rund 13 km langes und vergletschertes Gebiet im ostantarktischen Königin-Maud-Land. In der Heimefrontfjella liegt es zwischen der XU-Fjella und der Sivorgfjella.
Wissenschaftler des Norwegischen Polarinstituts benannten es 1987 nach der Ortschaft Bremnes bei Bergen, einem Zentrum des Widerstands gegen die deutsche Besatzung Norwegens im Zweiten Weltkrieg.